# Нимач
Нимач (енгл. Neemuch), индијски град у истоименом округу у држави Мадја Прадеш.

## Историја
У време британске управе у Индији, Нимач је био важна војна база британске војске. Током Индијског устанка 1857, 72. пук домородачке пешадије (сепоја) Бенгалске армије, стациониран у граду, побунио се против британске власти 3. јуна 1857.

## Демографија
По попису из 2001. године град је имао 107.496 становника.  По последњем попису из 2011. град је имао 128.561 становника, од чега 52,8 % мушкараца, 15,4 % неписмених и 41 % запослених.